# Первая линия (Самара)
Первая линия Самарского метрополитена — единственная действующая линия метрополитена в Самаре. Линия берёт своё начало в жилом массиве Юнгородок, далее пролегает под улицами Победы и Гагарина и заканчивается на пересечении улиц Ново-садовой и Осипенко. На линии расположено 10 станций. Эксплуатационная длина составляет 11,6 км. Среднесуточный пассажиропоток на 2024 год составляет около 34,4 тысяч человек.

## Проектирование
В 1977 году было начато проектирование первой линии. В городе началось бурение скважины, были исследованы геологические особенности самарского грунта, обнаружено наличие обводнённых горизонтов. К 1979 году «Метрогипротранс» разработал технический проект строительства первой очереди метрополитена, который и был утверждён Советом Министров СССР со следующими показателями: строительная длина — 17,32 км, количество станций — 13, сметная стоимость — 442,4 млн руб. (в ценах 1991 года).

## Строительство
В 1980 году началось строительство первой очереди Самарского метрополитена. Первый участок протяжённостью 4,5 км в составе четырёх станций был введён в эксплуатацию 26 декабря 1987 года.
В 1992—1993 годах начали работать ещё три станции, в 2002 году — ещё одна. Темпы и объёмы работ резко сократились из-за существенной нехватки финансирования, и эта проблема стала преодолеваться только в последнее время. В декабре 2007 года была введена в эксплуатацию станция «Российская», а 1 февраля 2015 года — «Алабинская».
| Участок                      | Дата открытия                                     | Протяжённость |
| ---------------------------- | ------------------------------------------------- | ------------- |
| «Юнгородок» — «Победа»       | 26 декабря 1987                                   | 4,5 км        |
| «Победа» — «Советская»       | 31 декабря 1992                                   | 1,6 км        |
| «Советская» — «Спортивная»   | 25 марта 1993                                     | 1,4 км        |
| «Спортивная» — «Гагаринская» | 30 декабря 1993                                   | 1,5 км        |
| «Гагаринская» — «Московская» | 27 декабря 2002                                   | 1,3 км        |
| «Московская» — «Российская»  | 26 декабря 2007                                   | 1,1 км        |
| «Российская» — «Алабинская»  | 26 декабря 2014 (1 февраля 2015 — для пассажиров) | 1,3 км        |
| Итого: 10 станций            |                                                   | 12,7 км       |

## Станции
Станции распределены по одной линии. Все станции, кроме «Российской», имеют островные платформы. Станция «Юнгородок» является наземной открытой.

### Типы станций
На сегодняшний день в Самарском метрополитене имеются станции следующих типов:

#### Колонная станция мелкого заложения
В Самаре (Куйбышеве) станции такого типа появились в первой очереди на пусковом участке «Юнгородок» — «Победа». Такие станции располагаются на глубине не более 15 метров и имеют высокую пропускную способность в часы пик. В Самаре, колонные станции двух- и трёхпролётные.
На 2025 год таких станций 7 — «Безымянка», «Советская», «Спортивная», «Гагаринская», «Московская», «Российская», «Алабинская».
Колонные трёхпролётные станции:
- «Безымянка» (1987),
- «Советская» (1992),
- «Спортивная» (1993),
- «Гагаринская» (1993),
- «Московская» (2002),
- «Алабинская» (2015)
- «Театральная» (строится).

Колонные двухпролётные станции:
- «Российская» (2007)

#### Односводчатая станция мелкого заложения
Данный тип станции не имеет никаких конструктивных элементов, помимо свода, и представляет собой однообъёмный большой зал. В Самаре (Куйбышеве) такие станции появились в 1987 году на пусковом участке «Юнгородок» — «Победа».
На 2025 год таких станций 2 — «Кировская», «Победа»
Односводчатые станции:
- «Кировская» (1987),
- «Победа» (1987),
- «Самарская» (отменена).

#### Наземная станция
Единственная такая станция — «Юнгородок» — появилась при открытии метрополитена в 1987 году.

## Перспективы
Строительство перехода до новой станции «Самарская» планировалось начать в 2019 году. Строительство самой станции было отменено в 2022 году.
Строительство первой линии самарского метрополитена планируется завершить станцией «Театральная» с устройством перед станцией перекрёстного съезда, также как на станции «Юнгородок».
Программа строительства Самарского метрополитена рассчитана до 2020 года. Общий объем инвестиций — 13 млрд рублей.

Строительство I очереди Самарского метрополитена планируется завершить к концу 2020 года на станции «Театральная» с устройством оборотных тупиков и окончанием участка от «Кировской» до станции «Крылья Советов». Окончание строительства I очереди обеспечит связь промышленной зоны с культурным и административным центром города комфортабельным транспортом.

14 июля 2012 года министр транспорта РФ Максим Соколов заявил о том, что федеральный бюджет планирует возобновить финансирование строительства самарского метрополитена.
В конце сентября 2021 года комиссия по региональному развитию при Правительстве РФ одобрила выделение средств в размере примерно 10,4 млрд руб. на самарское метро, в частности на строительство станции «Театральной». Губернатор Самарской области Дмитрий Азаров заявлял, что завершить строительство первой линии метрополитена планировалось в 2024 году. Позднее сроки сдачи станции сдвинулись на 2026 год. От дальнейших же планов по строительству Самарского метрополитена впоследствии отказались.

## Станции
| Станция       | Время до станции (мин.) | Время стоянки (мин.) | Время всего (мин.) |
| ------------- | ----------------------- | -------------------- | ------------------ |
| «Юнгородок»   | -                       | -                    | 0:00               |
| «Кировская»   | 3:05                    | 0:15                 | 3:05               |
| «Безымянка»   | 2:50                    | 0:15                 | 6:00               |
| «Победа»      | 1:55                    | 0:15                 | 7:50               |
| «Советская»   | 2:10                    | 0:15                 | 9:55               |
| «Спортивная»  | 2:35                    | 0:15                 | 12:30              |
| «Гагаринская» | 2:30                    | 0:15                 | 15:00              |
| «Московская»  | 2:30                    | 0:15                 | 17:40              |
| «Российская»  | 2:30                    | 0:15                 | 20:00              |
| «Алабинская»  | 2:30                    | -                    | 22:05              |

## В культуре

### Кинематограф
- В октябре 2011 года в электродепо «Кировское»[12] и на станциях «Московская» и «Алабинская»[13] проходили съёмки российского блокбастера «Метро».

### Театральные постановки
- 25 ноября 2018 года в самарском метро состоялась премьера променад-спектакля «Прислоняться» (режиссёр Никита Славич, драматург Сергей Давыдов, звукорежиссёр Егор Курчугин)[14].

### Компьютерные игры
В дополнении (моде) «Metrostroi Subway Simulator» к игре «Garry’s Mod» в Steam воссоздан участок первой линии «Юнгородок» — «Гагаринская» — по состоянию на 1993 год. Функционирует в виде аддонов в Steam Workshop и разработан «игроками-энтузиастами». Дополнение отличается от других компьютерных симуляторов поезда высокой реалистичностью.